# Ouverture Cleopatra
De Ouverture Cleopatra is een compositie van de Deense componist August Enna.
Het was in eerste instantie de ouverture voor zijn opera Cleopatra (opus 6), met een libretto van Einar Christiansen naar een verhaal van Henry Rider Haggard. Die opera kende een moeilijke start, werd rond 1900 populair, maar werd daarna weer vergeten. De reden hiervoor werd gezocht in het moeilijke karakter van de componist met zijn stemmingswisselingen en zenuwzwakte (vaak uitgelokt door armoe). Bovendien had hij ruzie met zijn muziekuitgeverij, die nog een ban probeerde te leggen op uitvoeringen van Cleopatra. Voorts trof hij het niet met zijn naaste overheersende collega en concurrent Niels Gade. In zijn overwegend romantische opera’s liet Enna zich beïnvloeden door Richard Wagner hetgeen hier aan het slot van de ouverture terug te vinden is in het zware koperwerk.
De opera kende een goede ontvangst in Nederland en België. Cornelis van der Linden zette het met zijn Nederlandsche Opera op het programma, waarbij de componist ook soms kwam dirigeren. Ook in Antwerpen kende de opera een aantal uitvoeringen. Dat de ouverture ook enige populariteit had, laat een vijftal uitvoeringen van het Concertgebouworkest zien tussen 1904 en 1909; de leiding was in handen van Martin Heuckeroth (4x) en Cornelis Dopper. Het is ook een van de slechts drie werken van Enna die ooit tijdens de Promsconcerten in Londen zijn uitgevoerd. Op september 1902 speelde het New Queen’s Hall Orchestra het werk onder leiding van Henry Wood. De ouverture is opgedragen aan Johan Svendsen, die leiding gaf aan menige operavoorstelling met werk van Enna.
De belangstelling voor ouverture en opera is in de loop der jaren weggeëbt. In 2018 is van de opera geen opname bekend. De ouverture is dan verkrijgbaar in één uitvoering. De NDR Radiophilharmonie legde het in 2011 vast onder leiding van Hermann Bäumer.
Orkestratie:
- 3 dwarsfluiten, 2 hobo’s, 1 althobo, 2  klarinetten,  1 basklarinet, 3 fagotten
- 4 hoorns, 3 trompetten, 3 trombones,  1 tuba
- pauken, glockenspiel, triangel, 2 harpen
- violen, altviolen, celli, contrabassen